# Mistrovství Československa v atletice 1961
Mistrovství Československa mužů a žen v atletice 1961 v kategoriích mužů a žen se konalo v sobotu 8. září až 10. září v Praze. 

## Medailisté

### Muži
| Soutěž                                      | Zlato                                                                    | Stříbro                                                                    | Bronz                                                                  |
| 100 m                                       | Vilém Mandlík 10.4                                                       | František Mikluščák 10.5                                                   | Jiří Kynos 10.7                                                        |
| 200 m                                       | Vilém Mandlík 21.2                                                       | František Mikluščák 21.7                                                   | Karel Měšťánek 21.8                                                    |
| 400 m                                       | Josef Trousil 47.3                                                       | Zdeněk Váňa 47.8                                                           | Jaromír Šlégr 48.3                                                     |
| 800 m                                       | Milan Jílek 1:50.1                                                       | Josef Odložil 1:51.4                                                       | Jan Kasal 1:51.5                                                       |
| 1500 m                                      | Tomáš Salinger 3:55.6                                                    | Pavel Faschingbauer 3:55.9                                                 | Petr Holas 3:56.0                                                      |
| 5000 m                                      | Miroslav Jurek 14:13.0                                                   | Josef Tomáš 14:14.8                                                        | Jaroslav Bohatý 14:18.4                                                |
| 10 000 m                                    | Vojtěch Hec 30:22.6                                                      | Miroslav Česal 30:24.0                                                     | Pavel Kantorek 30:32.0                                                 |
| 110 m př.                                   | Pavel Kurfürst 14.6                                                      | Milan Čečman 14.7                                                          | Jiří Černošek 14.7                                                     |
| 200 m př.                                   | Miroslav Jareš 24.3                                                      | Pavel Kurfürst 24.4                                                        | Jiří Černošek 24.4                                                     |
| 400 m př.                                   | Miroslav Jareš 53.9, 2.                                                  | Jiří Čihák 54.3, 3.                                                        | Ivan Lacko 55.4                                                        |
| 3000 m př.                                  | Bohumír Zháňal 9:06.2                                                    | Vlastimil Brlica 9:07.6                                                    | Miroslav Eichler 9:11.8                                                |
| 4 × 100 m                                   | Ivan Plachta Petr Uhlíř Zdeněk Váňa Vilém Mandlík Dukla Praha 41.7       | Kabele Václav Pelák Pešl Otakar Faltus Spartak Praha Sokolovo 42.3         | Josef Bílek Jaroslav Kozibradka Karel Řehák Pavel Vitouš RH Praha 42.3 |
| 4 × 400 m                                   | Jaromír Vanžura Pavel Vitouš Jaromír Šlégr Josef Trousil RH Praha 3:20.4 | Jan Čtvrtečka Petr Knotek Stejskal František Ptáček Slavia Praha VŠ 3:24.8 | Stolín Lang Vladimír Kapek Jaroslav Fiala Jiskra Ústí n/O 3:25.5       |
| Skok do výšky                               | Milan Valenta 195                                                        | Petr Elbogen 195                                                           | Josef Krybus 195                                                       |
| Skok o tyči                                 | Rudolf Tomášek 440                                                       | Zdeněk Brejcha 440                                                         | Marcel Blažej 420                                                      |
| Skok daleký                                 | Josef Bílek 727                                                          | Jan Netopilík 716                                                          | Ján Koštial 708                                                        |
| Trojskok                                    | František Křupala 15.68                                                  | Vlastimil Kálecký 15.32                                                    | František Vavrinčík 15.08                                              |
| Vrh koulí                                   | Jiří Skobla 17.80                                                        | Jaroslav Plíhal 17.11                                                      | Jaroslav Šmíd 16.65                                                    |
| Hod diskem                                  | Zdeněk Němec 53.84                                                       | Ladislav Petrovič 51.77                                                    | Zdeněk Čihák 51.34                                                     |
| Hod kladivem                                | Josef Málek 64.40                                                        | Josef Matoušek 63.78                                                       | Karel Mužíček 60.70                                                    |
| Hod oštěpem                                 | Miloš Vojtek 72.05                                                       | Josef Dušátko 70.58                                                        | Pavel Jílek 66.12                                                      |
| 20 km chůze                                 | Ladislav Moc 1:36:18.0                                                   | Oldřich Stránský 1:37:08.8                                                 | Josef Vojtíšek 1:40:48.6                                               |
| Desetiboj Hradec Králové 30. 9. – 1.10.1961 | Josef Habr 6349 bodů                                                     | František Taftl 5820 bodů                                                  | František Dunda 5511 bodů                                              |

### Ženy
| Soutěž                                    | Zlato                                                                                         | Stříbro                                                          | Bronz                                                                                       |
| 100 m                                     | Vlasta Bubíková 12.2                                                                          | Eva Pletková 12.5                                                | Magda Seigová 12.5                                                                          |
| 200 m                                     | Jiřina Soldátová 25.0                                                                         | Božena Duchoslavová 25.3                                         | Eva Tomášová-Žabková 25.7                                                                   |
| 400 m                                     | Jiřina Soldátová 57.8                                                                         | Bedřiška Kulhavá 58.0                                            | Božena Duchoslavová 58.8                                                                    |
| 800 m                                     | Bedřiška Kulhavá 2:10.3                                                                       | Monika Kropáčová 2:15.9                                          | Jaroslava Jehličková 2:18.4                                                                 |
| 80 m př.                                  | Alena Stolzová 11.3                                                                           | Anna Zábršová 11.5                                               | Vlasta Bubíková 11.5                                                                        |
| 4 × 100 m                                 | Božena Duchoslavová Magda Seigová Eva Seidlová Jiřina Soldátová Spartak Praha Stalingrad 48.6 | Mocová Olga Fomenková Anna Zábršová Alena Stolzová RH Praha 48.7 | Vlasta Štillerová-Kotrbová Libuše Kotvaldová Helena Konířová Eva Pletková Dynamo Praha 49.8 |
| Skok do výšky                             | Milada Popková 157                                                                            | Helena Kvasničková-Wirthová 154                                  | Jarmila Slezáková 154                                                                       |
| Skok daleký                               | Olga Fomenková 572                                                                            | Libuše Hanzelová 560                                             | Jana Staňková 554                                                                           |
| Vrh koulí                                 | Věra Matrasová 14.46                                                                          | Ludmila Jamborová 14.11                                          | Jiřina Němcová 13.58                                                                        |
| Hod diskem                                | Jiřina Němcová 52.42                                                                          | Štěpánka Mertová 48.82                                           | Marie Šimánková 48.62                                                                       |
| Hod oštěpem                               | Klára Kostanecká 45.64                                                                        | Věra Valášková-Kymlová 45.11                                     | Biruta Valaitisová 44.87                                                                    |
| Pětiboj Hradec Králové 30. 9. – 1.10.1961 | Olga Fomenková 4264 bodů                                                                      | Alena Schusterová 3936 bodů                                      | Biruta Valaitisová 3722 bodů                                                                |